# (3338) Richter
(3338) Richter est un astéroïde de la ceinture principale.

## Description
(3338) Richter est un astéroïde de la ceinture principale. Il fut découvert le 28 octobre 1973 à Tautenburg par Freimut Börngen. Il présente une orbite caractérisée par un demi-grand axe de 2,15 UA, une excentricité de 0,17 et une inclinaison de 0,7° par rapport à l'écliptique.

## Compléments